# Vietnam (Fernsehserie, 2017)
Vietnam (engl. Originaltitel: The Vietnam War) ist eine US-amerikanische Dokumentarfilm-Reihe der Regisseure Ken Burns und Lynn Novick von 2017. Es handelt sich um eine umfassende Bild- und Interviewdokumentation des Vietnamkriegs und in Teilen seiner Nachbarstaaten gegen die französische Kolonialherrschaft in der ersten Hälfte des 20. Jahrhunderts und nach 1946 (Indochinakrieg).
Darin werden die Rollen der verschiedenen politischen Teile des vietnamesischen Volkes ausführlich dargestellt und die Sichtweise der europäischen und amerikanischen Eliten über die Befreiungsbewegung in Vietnam und im Kalten Krieg „gegen den Kommunismus“ in Asien, z. B. der als Bedrohung wahrgenommenen Politik der Volksrepublik China in der gesamten Region analysiert. Dagegen werden jeweils Aussagen zur Sicht derselben Zeitabschnitte von Vietnamesen gestellt.
In der amerikanischen Originalfassung handelt es sich um einen zehnteiligen Film mit einer Gesamtlänge von 18 Stunden. Die von Arte ausgestrahlte deutsche Fassung umfasst 9 Teile mit einer Gesamtlänge von 8,25 Stunden, die zunächst an drei eng aufeinanderfolgenden Sendeterminen ausgestrahlt wurden.

## Beschreibung
In dem Film werden die Rollen der verschiedenen politischen Teile des vietnamesischen Volkes ausführlich dargestellt und die Sichtweise der europäischen und amerikanischen Eliten gegen die Befreiungsbewegung in Vietnam und im Kalten Krieg „gegen den Kommunismus“ in Asien, z. B. der als Bedrohung wahrgenommenen Politik der Volksrepublik China in der gesamten Region, analysiert. Dagegen werden dann Aussagen zur Sicht derselben Zeitabschnitte in Vietnam selbst gestellt.

## Veröffentlichung

### US-Originalfassung
Die amerikanische Originalfassung The Vietnam War ist ein 10-teiliger, 18-stündiger Dokumentarfilm. Die Premiere strahlte Public Broadcasting Service am 17. September 2017 aus. Neben umfangreichem historischem Filmmaterial werden zahlreiche in der sechsjährigen Dreh- und Schnittzeit des Films aufgenommene Interviews mit Zeit- und zum Teil Augenzeugen eingearbeitet (bzw. Teile davon). Von genau diesen Zeitzeugen werden in Verbindung damit oft zeitgenössische Bilder bzw. Filmaufnahmen aus den Kriegsjahren, insbesondere bei Handlungen, die geschildert werden, gezeigt. Das wirkt so, als wenn sie heute ihre damalige Handlungsweise selbst direkt kommentieren.
| Nr. | Titel                                             | Länge    | Erstausstrahlung |
| --- | ------------------------------------------------- | -------- | ---------------- |
| 1   | Déjà Vu (1858–1961)                               | 85 Min.  | 17. Sept. 2017   |
| 2   | Riding the Tiger (1961–1963)                      | 86 Min.  | 18. Sept. 2017   |
| 3   | The River Styx (January 1964 – December 1965)     | 118 Min. | 19. Sept. 2017   |
| 4   | Resolve (January 1966 – June 1967)                | 117 Min. | 20. Sept. 2017   |
| 5   | This Is What We Do (July 1967 – December 1967)    | 88 Min.  | 21. Sept. 2017   |
| 6   | Things Fall Apart (January 1968 – July 1968)      | 88 Min.  | 24. Sept. 2017   |
| 7   | The Veneer of Civilization (June 1968 – May 1969) | 111 Min. | 25. Sept. 2017   |
| 8   | The History of the World (April 1969 – May 1970)  | 112 Min. | 26. Sept. 2017   |
| 9   | A Disrespectful Loyalty (May 1970 – March 1973)   | 112 Min. | 27. Sept. 2017   |
| 10  | The Weight of Memory (March 1973 – Onward)        | 111 Min. | 28. Sept. 2017   |

### Deutsche Fassung
Eine stark gekürzte deutsche Fassung, bestehend aus neun Teilen, wurde von arte vom 19. bis 21. September 2017 an drei aufeinanderfolgenden Abenden ausgestrahlt. Dauer 8h 13min. Die Lieder des Soundtracks können als Ausschnitt aus der Musikgeschichte der amerikanischen Protestsongs gehört werden. Sie werden auch als CD separat vermarktet.
| Nr. | Titel                                                  | Länge   | Erstausstrahlung |
| --- | ------------------------------------------------------ | ------- | ---------------- |
| 1   | Déjà vu! oder: Alles schon mal da gewesen! (1858–1961) | 55 Min. | 19. Sept. 2017   |
| 2   | Der Ritt auf dem Tiger (1961–1963)                     | 53 Min. | 19. Sept. 2017   |
| 3   | Die Hölle auf Erden (Januar 1964 – Dezember 1965)      | 56 Min. | 19. Sept. 2017   |
| 4   | Zweifel (Januar 1966 – Dezember 1967)                  | 58 Min. | 20. Sept. 2017   |
| 5   | Das Alte stürzt (Januar – Juli 1968)                   | 51 Min. | 20. Sept. 2017   |
| 6   | Gespensterjagd (Juni 1968 – Mai 1969)                  | 54 Min. | 20. Sept. 2017   |
| 7   | Feuermeer (April 1969 – Mai 1970)                      | 55 Min. | 21. Sept. 2017   |
| 8   | Respektlose Treue (Mai 1970 – März 1973)               | 55 Min. | 21. Sept. 2017   |
| 9   | Was bleibt? (März 1973 bis heute)                      | 56 Min. | 21. Sept. 2017   |

## Begleitbuch
- Geoffrey C. Ward, Ken Burns: The War: An Intimate History. (spätere Ausgaben unter The Vietnam War …) Verlag Alfred A. Knopf, New York, 2007. 640 Seiten (engl.), ISBN 978-0-307-70025-4.

## Rezensionen
Englisch:
- Jennifer Schuessler: Ken Burns and Lynn Novick Tackle the Vietnam War. New York Times, 1. September 2017
- Jennifer Schuessler: Shot by Shot: Building a Scene in Ken Burns and Lynn Novick’s Vietnam Epic. New York Times, 1. September 2017
- Daniel Kreps: Trent Reznor, Atticus Ross Detail ‘The Vietnam War’ Documentary Score. Rolling Stone, 19. August, 2017

Deutsch:
- Lothar Gorris: Breaking Really Bad. Rezension in: Spiegel Online vom 19. September 2017
- Thomas Gehringer: Der längste Krieg der USA. Tagesspiegel, 18. September 2017
- Willi Winkler: Das reine Grauen des Vietnamkrieges. Süddeutsche Zeitung, 26. September 2017 (Rezension)